# Condylonucula maya
Condylonucula maya (лат.) — вид мелких морских двустворчатых моллюсков из семейства нукулид (Nuculidae). Длина тела взрослых особей составляет около 0,5 мм, и они являются мельчайшими представителями как класса двустворчатых, так и всего типа моллюсков. Встречаются на мелководье Карибского моря вдоль побережья Мексики.